# Danh sách cầu thủ tham dự Cúp bóng đá châu Á 1976
Đây là các đội hình tham dự Cúp bóng đá châu Á 1976 diễn ra ở Iran.

## Bảng A

### Trung Quốc
Huấn luyện viên:  Nian Weisi
| Số | VT | Cầu thủ        | Ngày sinh (tuổi)           | Trận | Bàn | Câu lạc bộ         |
| -- | -- | -------------- | -------------------------- | ---- | --- | ------------------ |
| 1  | TM | Hu Zhigang     | 29 tháng 2, 1944 (32 tuổi) |      |     | Shanghai           |
| 2  | HV | Qi Wusheng (c) | 20 tháng 5, 1944 (32 tuổi) |      |     | Liaoning           |
| 3  | HV | Guan Zhirui    | 12 tháng 4, 1953 (23 tuổi) |      |     | Guangdong          |
| 4  | TV | Chi Shangbin   | 19 tháng 9, 1949 (26 tuổi) |      |     | Liaoning           |
| 5  | HV | Xiang Hengqing | 15 tháng 7, 1947 (28 tuổi) |      |     | Shandong           |
| 6  | TV | He Jia         | 1953                       |      |     | Guangdong          |
| 7  | TV | Chen Xirong    | 1953                       |      |     | Guangdong          |
| 8  | TV | Li Guoning     | 1942                       |      |     | Fujian             |
| 9  | TĐ | Wang Jilian    | 15 tháng 2, 1946 (30 tuổi) |      |     | Bayi Football Team |
| 10 | TĐ | Rong Zhixing   | 30 tháng 7, 1948 (27 tuổi) |      |     | Guangdong          |
| 11 | TV | Du Zhiren      | 1953                       |      |     | Guangdong          |
| 12 | TM | Li Fusheng     | 4 tháng 1, 1953 (23 tuổi)  |      |     | Bayi Football Team |
| 13 | HV | Cai Jinbiao    | 1954                       |      |     | Guangdong          |
| 14 | TV | Zhang Qun      | 1950                       |      |     | Bayi Football Team |
| 15 | TĐ | Zhang Yiming   | 1948                       |      |     | Liaoning           |
| 16 | TV | Yang Anli      | 7 tháng 5, 1950 (26 tuổi)  |      |     | Bayi Football Team |
| 17 | TĐ | Yu Jinglian    | 5 tháng 3, 1953 (23 tuổi)  |      |     | Liaoning           |
| 18 | TĐ | Li Weimiao     | 31 tháng 3, 1950 (26 tuổi) |      |     | Beijing            |

### Kuwait
Huấn luyện viên:  Mário Zagallo
| Số | VT | Cầu thủ                 | Ngày sinh (tuổi)            | Trận | Bàn | Câu lạc bộ  |
| -- | -- | ----------------------- | --------------------------- | ---- | --- | ----------- |
| 1  | TM | Ahmed Al-Tarabulsi      | 22 tháng 3, 1947 (29 tuổi)  |      |     | Kuwait SC   |
| 3  | HV | Mahboub Mubarak         | 17 tháng 9, 1956 (19 tuổi)  |      |     | Al Salmiya  |
| 18 | HV | Saleh Al-Asfour         |                             |      |     | Kuwait      |
| 4  | HV | Hussein Mohammed        |                             |      |     | Kuwait      |
| 14 | HV | Abdullah Al-Mayouf      |                             |      |     | Kuwait      |
| 5  | HV | Ibrahim Al-Dourahim (c) |                             |      |     | Kuwait      |
| 8  | TV | Faruq Ibrahim           |                             |      |     | Kuwait      |
| 11 | TV | Hamad Bu-Hamad          |                             |      |     | Al Qadisiya |
| 6  | TV | Saad Al-Houti           | 24 tháng 5, 1954 (22 tuổi)  |      |     | Kuwait SC   |
| 7  | TV | Fathi Kameel            | 23 tháng 5, 1955 (21 tuổi)  |      |     | Al Tadamun  |
| 16 | TĐ | Faisal Al-Dakhil        | 13 tháng 8, 1957 (18 tuổi)  |      |     | Al Qadisiya |
| 12 | TĐ | Mohammed Abdullah       |                             |      |     | Kuwait      |
| 9  | TĐ | Jasem Yaqoub            | 25 tháng 10, 1953 (22 tuổi) |      |     | Al Qadisiya |
| 10 | TĐ | Abdulaziz Al-Anberi     | 3 tháng 1, 1954 (22 tuổi)   |      |     | Kuwait SC   |
| 20 | TM | Saad Sihan              |                             |      |     | Kuwait      |
| 15 |    | Masood Bu-Hamad         |                             |      |     | Kuwait      |
| 2  | HV | Adnan Abdullah          |                             |      |     | Kuwait      |
| 13 |    | Redha Maarafi           |                             |      |     | Kuwait      |

### Malaysia[1]
Head coach:  M. Kuppan
| Số | VT | Cầu thủ            | Ngày sinh (tuổi)            | Trận | Bàn | Câu lạc bộ         |
| -- | -- | ------------------ | --------------------------- | ---- | --- | ------------------ |
| 1  | TM | R. Arumugam        | 31 tháng 1, 1953 (23 tuổi)  |      |     | Selangor FA        |
| 20 | TM | Hamid Ramli        |                             |      |     | Kelantan FA        |
| 2  | HV | Zainuddin Hussein  |                             |      |     | Negeri Sembilan FA |
| 11 | HV | Abdullah Ali       |                             |      |     | Selangor FA        |
| 5  | HV | Santokh Singh      | 22 tháng 6, 1952 (23 tuổi)  |      |     | Selangor FA        |
| 8  | HV | Yahya Jusoh        |                             |      |     | Terengganu FA      |
| 14 | HV | Radzi Ahmad        |                             |      |     | Malaysia           |
| 6  | TV | Shukor Salleh      |                             |      |     | Penang FA          |
| 16 | TV | Khor Sek Leng      | 25 tháng 10, 1952 (23 tuổi) |      |     | Kedah FA           |
| 9  | TV | Isa Bakar          | 25 tháng 12, 1952 (23 tuổi) |      |     | Penang FA          |
| 17 | TV | M. Vithilinggam    |                             |      |     | Kedah FA           |
| 7  | TV | Ali Bakar          |                             |      |     | Penang FA          |
| 4  | TV | P. Umaparam        |                             |      |     | Perak FA           |
| 10 | TĐ | Mokhtar Dahari (c) | 13 tháng 11, 1953 (22 tuổi) |      |     | Selangor FA        |
| 15 |    | Idris Daud         |                             |      |     | Kelantan FA        |
|    | TĐ | Irfan Bakti        | 1 tháng 4, 1951 (25 tuổi)   |      |     | Kelantan FA        |
|    | TĐ | P. Dharmalingam    |                             |      |     | Selangor FA        |

## Bảng B

### Iran
Head coach:  Heshmat Mohajerani
| Số | VT | Cầu thủ                 | Ngày sinh (tuổi)            | Trận | Bàn | Câu lạc bộ |
| -- | -- | ----------------------- | --------------------------- | ---- | --- | ---------- |
| 1  | TM | Mansour Rashidi         | 12 tháng 11, 1947 (28 tuổi) |      |     | Taj        |
|    | TM | Mehdi Asgarkhani        | 25 tháng 3, 1948 (28 tuổi)  |      |     | Aboomoslem |
| 3  | HV | Hassan Nazari           | 19 tháng 8, 1956 (19 tuổi)  |      |     | Taj        |
| 4  | HV | Bijan Zolfagharnasab    | 7 tháng 6, 1949 (26 tuổi)   |      |     | Persepolis |
| 8  | HV | Nasrollah Abdollahi     | 2 tháng 9, 1951 (24 tuổi)   |      |     | Shahbaz    |
| 2  | HV | Andranik Eskandarian    | 31 tháng 12, 1951 (24 tuổi) |      |     | Taj        |
| 12 | HV | Hassan Nayebagha        | 17 tháng 9, 1950 (25 tuổi)  |      |     | Homa       |
|    | HV | Sahameddin Mirfakhraei  | 4 tháng 2, 1951 (25 tuổi)   |      |     | Homa       |
| 7  | TV | Ali Parvin              | 25 tháng 9, 1947 (28 tuổi)  |      |     | Persepolis |
| 5  | TV | Parviz Ghelichkhani (c) | 4 tháng 12, 1945 (30 tuổi)  |      |     | Daraei     |
| 6  | TV | Ebrahim Ghasempour      | 11 tháng 9, 1957 (18 tuổi)  |      |     | Sanat Naft |
| 15 | TV | Mohammad Sadeghi        | 16 tháng 3, 1952 (24 tuổi)  |      |     | PAS Tehran |
| 13 | TV | Alireza Azizi           | 12 tháng 1, 1950 (26 tuổi)  |      |     | Persepolis |
| 16 | TV | Garnik Shahbandari      | 1954                        |      |     | Daraei     |
| 11 | TĐ | Alireza Khorshidi       | 1952                        |      |     | Homa       |
| 9  | TĐ | Nasser Nouraei          | 16 tháng 6, 1954 (21 tuổi)  |      |     | Homa       |
| 17 | TĐ | Gholam Hossein Mazloomi | 13 tháng 1, 1950 (26 tuổi)  |      |     | Shahbaz    |
| 10 | TĐ | Hassan Rowshan          | 24 tháng 10, 1955 (20 tuổi) |      |     | Taj        |

### Iraq
Huấn luyện viên:  Lenko Grčić (Kaka)

| Số | VT | Cầu thủ             | Ngày sinh (tuổi)           | Trận | Bàn | Câu lạc bộ           |
| -- | -- | ------------------- | -------------------------- | ---- | --- | -------------------- |
| 1  | TM | Jalal Abdul-Rahman  | 1946 (aged 30)             |      |     | Al-Zawra'a SC        |
| 12 | HV | Douglas Aziz        | 1942 (aged 34)             |      |     | Al-Shorta SC         |
| 2  | HV | Mujbel Fartous (C)  | 1950 (aged 26)             |      |     | Al-Tayaran           |
| 3  | HV | Adel Khudhair       | 1 tháng 7, 1954 (21 tuổi)  |      |     | Al-Mina'a SC         |
| 4  | HV | Ibrahim Ali         |                            |      |     | Iraq                 |
| 5  | HV | Kadhim Kamil        |                            |      |     | Iraq                 |
| 6  | HV | Hussein Ali         |                            |      |     | Iraq                 |
|    | TV | Hassani Alwan       | 1955 (aged 21)             |      |     | Al-Zawra'a SC        |
| 13 | HV | Mohammed Tabra      | 1949 (aged 27)             |      |     | Al-Shorta SC         |
| 8  | TĐ | Falah Hassan        | 1 tháng 7, 1951 (24 tuổi)  |      |     | Al-Zawra'a SC        |
| 16 | TĐ | Kadhim Waal         | 1950 (aged 26)             |      |     | Al-Tayaran           |
| 15 | TĐ | Ali Kadhim          | 1 tháng 1, 1949 (27 tuổi)  |      |     | Al-Zawra'a SC        |
| 10 | TĐ | Ahmed Subhi         |                            |      |     | Assalat Al-Ma'a Club |
| 18 | TĐ | Ali Hussein Mahmoud | 1953 (aged 23)             |      |     | Al-Shorta SC         |
| 19 |    | Hesham Mustafa      |                            |      |     |                      |
| 14 | TV | Sabah Abdul-Jalil   |                            |      |     | Al-Zawra'a SC        |
| 17 |    | Fatah Mohammed      |                            |      |     |                      |
| 11 | TĐ | Thamer Yousif       | 1953 (aged 23)             |      |     | Al-Zawra'a SC        |
| 21 | TM | Raad Hammoudi       | 20 tháng 4, 1953 (23 tuổi) |      |     | Al-Shorta SC         |

### Nam Yemen
Huấn luyện viên:  Ali Mohsen Al-Moraisi

| Số | VT | Cầu thủ                   | Ngày sinh (tuổi)            | Trận | Bàn | Câu lạc bộ                      |
| -- | -- | ------------------------- | --------------------------- | ---- | --- | ------------------------------- |
| 1  | TM | Tarek Ali Raban           |                             |      |     | Al-Mina SC Tawahi               |
| 20 | TM | Adel Ismail Mohammed      |                             |      |     | Shamsan SC                      |
| 2  | HV | Hussain Jalab             |                             |      |     | Al-Tilal SC                     |
| 5  | HV | Aziz Abdulrahman          |                             |      |     | Al-Tilal SC                     |
| 4  | HV | Abdullah Salah al-Hirar   |                             |      |     | Al-Wehda                        |
| 6  | HV | Osman Khaleb              |                             |      |     | Al-Wehda                        |
| 14 | HV | Hussain Amar              |                             |      |     | Al-Tilal SC                     |
| 3  | HV | Osam Abdah Omar           |                             |      |     | Shamsan SC                      |
| 13 | TV | Mohammed Sharaf Ahmed (c) |                             |      |     | Al-Tilal SC                     |
| 16 | TV | Awaz Salem Awaz Awazeen   |                             |      |     | Al-Tilal SC                     |
| 8  | TV | Abdullah Ba-Aamer         | 21 tháng 10, 1954 (21 tuổi) |      |     | Al-Wehda                        |
| 17 | TV | Abdulredha Ibrahim        |                             |      |     | Cộng hòa Dân chủ Nhân dân Yemen |
| 7  | TV | Monir Medhesh             |                             |      |     | Al-Wehda                        |
| 9  | TV | Nasser Hadi               |                             |      |     | Al-Wehda                        |
| 11 | TĐ | Jamil Sayf                |                             |      |     | Shamsan SC                      |
| 10 | TĐ | Abubakar Al-Mass          | 1 tháng 7, 1955 (20 tuổi)   |      |     | Al-Tilal SC                     |
|    | TĐ | Aziz Salem                |                             |      |     | Al-Wehda                        |
|    | TĐ | Mohammed Salah Abdullah   |                             |      |     | Al-Tilal SC                     |